# Vanilla palmarum
Vanilla palmarum là một loài thực vật có hoa trong họ Lan. Loài này được (Salzm. ex Lindl.) Lindl. miêu tả khoa học đầu tiên năm 1840.